# Tieshan
Tieshan (en chino, 铁山; pinyin, Tiěshān) es un distrito urbano bajo la administración directa de la Prefectura Huangshi  en la Provincia de Hubei, República Popular China.  Su área es de 27 km² y su población total para 2010 superó los 57 mil habitantes. 

## Administración
El Distrito Tieshan administra 1 subdistrito dividido en 14 comunidades.
- Subdistrito Tieshan (铁山街道)

## Toponimia
El topónimo Tieshan significa "montaña Tie «hierro»". Es rico en minerales y recibe su nombre debido a su abundante mineral de hierro. Físicamente, es un pequeño pueblo minero, y como su nombre lo indica, debe su existencia a las minas de hierro.

## Minería
A finales de la dinastía Qing, Zhang Zhidong, gobernador de Huguang, construyó aquí la primera mina de hierro a gran escala con extracción mecánica, lo que abrió la historia de la industria pesada de China.
Aunque Tieshan es pequeño en tamaño, con una superficie de sólo 30 kilómetros cuadrados, ha aportado un total de 130 millones de toneladas de mineral de hierro al país, lo que lo convierte en una de las diez principales bases de producción de hierro de China y es conocida como el "granero del hierro y el acero de Wuhan".